# Chiesa madre di Santa Maria Maggiore (Abriola)
La chiesa madre di Santa Maria Maggiore è la più grande ed importante fra le chiese di Abriola.

## Storia e interni
Essa esisteva già nel XIII secoloː anticamente dedicata a Santa Maria del Sorbaro, successivamente venne dedicata a Santa Maria Maggiore.
Nel corso dei secoli è stata più volte danneggiata e ristrutturata. Essa presenta un semplice impianto a croce latina con una navata centrale ed una laterale sinistra, mentre dell'antica navata destra rimane oggi solamente la cappella della Madonna del Rosario.
La chiesa possiede, inoltre, un altare maggiore in marmo africano e un coro ligneo del XVI secolo.

## Testimonianze artistiche
La chiesa conserva vari beni artistici di notevole importanza, tra i quali un'acquasantiera in pietra, una statua lignea policroma della Madonna col bambino del XVI secolo, un quadro del pittore Pietrafesa e un crocifisso d'argento d'epoca aragonese, oltre alle reliquie di San Valentino.
Molto interessante è il portale in bronzo, realizzato nel 1998 dallo scultore lucano Antonio Masiniː il portale è alto 4,60 metri e largo 2 e suddiviso in venti formelle che rappresentano la vita e i miracoli di san Valentino Martire, patrono di Abriola, e scene bibliche dell'Antico e del Nuovo Testamento.